# Ultimate (Prince)
Ultimate is een Best of-compilatiealbum van de Amerikaanse popartiest Prince, uitgebracht in 2006.

## Algemeen
De eerste disk bevat een verzameling van hitnummers en de tweede disk bevat een verzameling van lange (remix-)versies van hitnummers en minder bekende nummers. Enkele van deze lange versies waren hiervoor alleen op vinyl verschenen en nog nooit eerder op cd.
Het album zou oorspronkelijk uitkomen op 14 maart 2006, maar werd enkele dagen voor die datum geannuleerd. De reden hiervoor was waarschijnlijk dat Prince geen competitie wilde met zijn nieuwe studioalbum 3121, die op 20 maart zal uitkomen. Toch waren er al enkele promokopieën naar muziekwinkels en radiostations verstuurd, die uiteindelijk verkocht werden voordat het album werd geannuleerd. 22 mei werd als een nieuwe releasedatum voorgesteld, maar werd uiteindelijk ook geannuleerd en een tijd lang was de toekomst van het compilatiealbum onduidelijk. Drie maanden later werd het album echter alsnog uitgebracht, met echter wel een andere volgorde van nummers dan de promo, met de Dance Remix van Let's Work, maar zonder Erotic City en Sexy M.F.. Geruchten gingen dat Prince die laatste twee nummers er niet op wilden hebben in verband met het expliciete taalgebruik op die nummers.

## Nummers

### CD 1
| Nr. | Titel                                                   | Duur |
| --- | ------------------------------------------------------- | ---- |
| 1.  | I Wanna Be Your Lover (singleversie)                    | 2:57 |
| 2.  | Uptown (singleversie)                                   | 4:09 |
| 3.  | Controversy (albumversie)                               | 7:15 |
| 4.  | 1999 (singleversie)                                     | 3:37 |
| 5.  | Delirious (singleversie)                                | 2:38 |
| 6.  | When Doves Cry (singleversie (1))                       | 3:47 |
| 7.  | I Would Die 4 U (singleversie (1))                      | 2:56 |
| 8.  | Purple Rain (albumversie (1))                           | 8:40 |
| 9.  | Sign “☮” the Times (singleversie)                       | 3:42 |
| 10. | I Could Never Take the Place of Your Man (singleversie) | 3:42 |
| 11. | Alphabet St. (albumversie)                              | 5:38 |
| 12. | Diamonds And Pearls (singleversie (2))                  | 3:05 |
| 13. | Gett Off (albumversie (2))                              | 4:31 |
| 14. | Money Don't Matter 2 Night (albumversie (2))            | 5:03 |
| 15. | 7 (albumversie (2))                                     | 5:31 |
| 16. | Nothing Compares 2 U (met Rosie Gaines) (albumversie)   | 5:53 |
| 17. | My Name Is Prince (singleversie (2))                    | 4:04 |

### CD 2
| Nr. | Titel                                       | Duur |
| --- | ------------------------------------------- | ---- |
| 1.  | Let's Go Crazy (Special Dance Mix (1))      | 7:36 |
| 2.  | Little Red Corvette (Dance Remix (1))       | 8:22 |
| 3.  | Let's Work (Dance Remix (3))                | 8:02 |
| 4.  | Pop Life (Fresh Dance Mix (1,3))            | 6:18 |
| 5.  | She's Always In My Hair (12" Version (1,3)) | 6:31 |
| 6.  | Raspberry Beret (12" Version (1,3))         | 6:34 |
| 7.  | Kiss (Extended Version (1))                 | 7:16 |
| 8.  | U Got The Look (Long Look (3))              | 6:40 |
| 9.  | Hot Thing (Extended Remix (3))              | 8:30 |
| 10. | Thieves In the Temple (Remix)               | 8:08 |
| 11. | Cream (N.P.G. Mix (2))                      | 4:50 |

1 = Prince and The Revolution
2 = Prince and the New Power Generation
3 = hiervoor alleen nog maar op vinyl verschenen